# Ауди Тип G
Ауди Тип G (на немски: Audi Typ G) е най-малкият модел на Ауди до войната. Произвежда се между 1914 и 1923 година. Той е двуместен спортен автомобил без покрив.
Двигателят е четирицилиндров редови с обем от 2.1 литра. Мощността му е 22 к.с. (16,2 kW), максималната скорост – 65 км/ч. Автомобилът е със задно задвижване и четиристепенна скоростна кутия.
До 1923 г. са произведени 1122 екземпляра, което го прави най-произвежданият модел на Ауди до сливането на марката с DKW, Хорх и Вандерер в Ауто Унион.